# Americana Mobile Home Park
Americana Mobile Home Park es un área no incorporada ubicada en el condado de Orange en el estado estadounidense de California.

## Geografía
Americana Mobile Home Park se encuentra ubicada en las coordenadas 33°45′15″N 117°57′45″O / 33.75417, -117.96250.